# Escudo de Chad
El escudo de armas de Chad fue adoptado en 1970. El centro del escudo es un campo chevronado de oro y azur. El blasón es sostenido por dos figuras: un arruí y un león rampantes y de oro cargados con una punta de gules. El escudo está surmontado por una figura de gules que representa al sol. En la parte inferior del escudo aparecen la Orden Nacional del Chad, la condecoración más importante del país y, escrito en una cinta, el lema nacional: “Unité, Travail, Progrès” (Unidad, Trabajo, Progreso).
El sol de gules simboliza el inicio de un nuevo tiempo para el país. La cabra representa a la zona norte del país y el león al sur representa la valentía. El esmalte (color) azur (azul) simboliza el agua del Lago Chad.
También hay un sello oficial, de forma circular, adoptado en 1959. Contiene la representación de la cabeza y la parte superior del cuerpo de una mujer tribal con el cabello recogido en trenzas y lleva inscritos el nombre del estado République du Tchad (en español, República de Chad) y el lema nacional, todo en blanco y negro.